# Roßholzen

Roßholzen, aus nordwestlicher Richtung gesehen, im Hintergrund links der Heuberg

Roßholzen ist ein Gemeindeteil von Samerberg im Landkreis Rosenheim, Regierungsbezirk Oberbayern.

## Geographische Lage
Die Gemeindeteile von Samerberg liegen östlich des Inns räumlich verstreut auf einem etwa sieben Kilometer langen hügeligen Hochplateau in ca. 600 bis 750 m Höhe ü. NN zwischen Nußdorf im Inntal im Südwesten und Frasdorf an der Autobahn A 8 München–Salzburg im Nordosten. Roßholzen, ein Weiler mit Kirche, befindet sich am südlichen Rand des Wohngebiets Samerberg, nordöstlich von Nußdorf im Inntal und südöstlich von Neubeuern.

## Geschichte

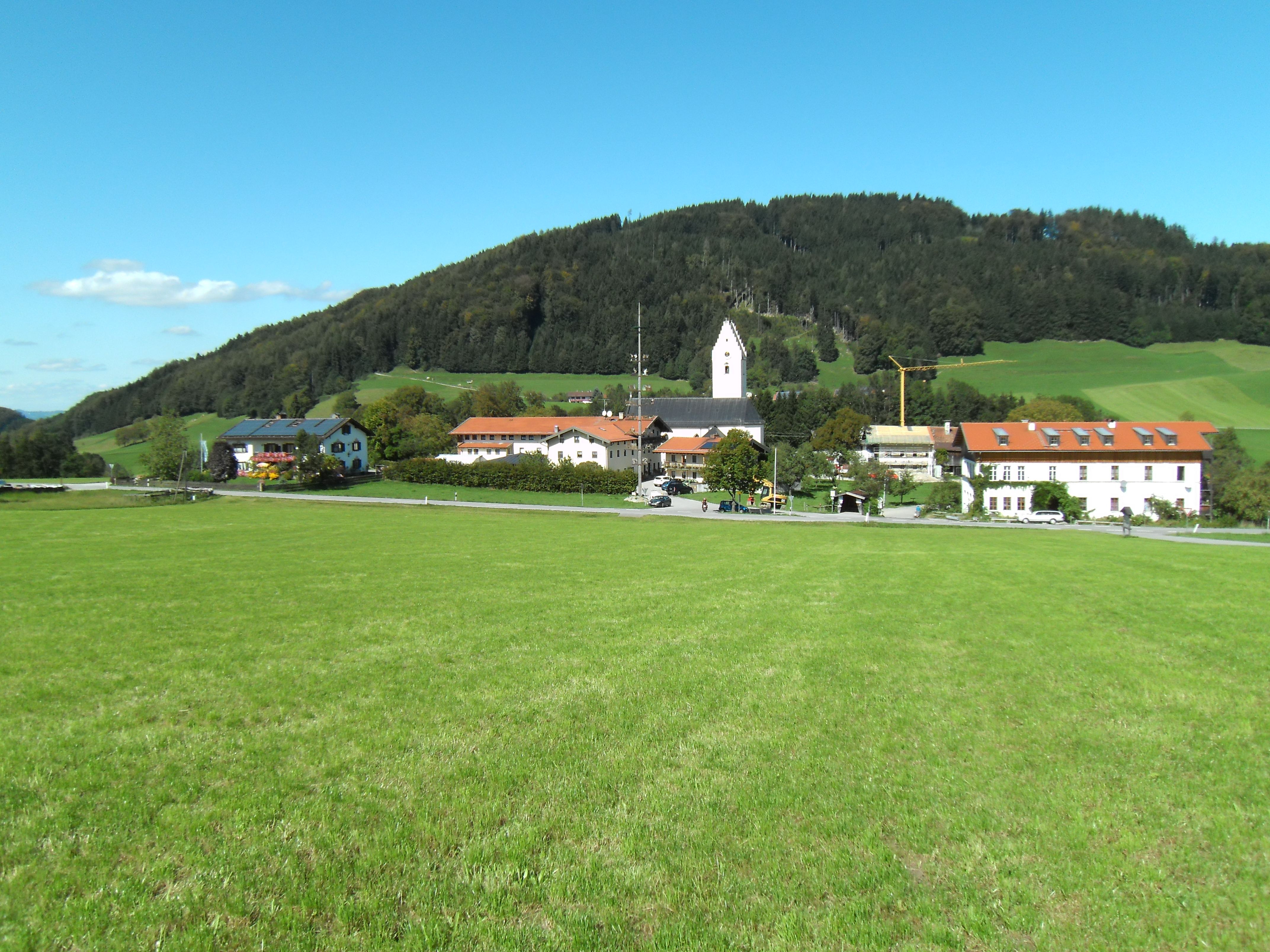
Roßholzen, aus östlicher Richtung gesehen

Erstmals urkundlich erwähnt wurde Roßholzen in der Notitia Arnonis, einer Aufstellung aller Güter und Besitzungen der Kirche Salzburg auf herzoglich-bayerischem Gebiet anlässlich der Eingliederung Bayerns in das Frankenreich Karls des Großen. Die Ortschaft hieß seinerzeit Hrossulza und ihre Kirche befand sich bereits im Besitz von Ländereien. Die Kirche, die die erste Kirche am Samerberg war, war schon vor 798 Zentrum einer Pfarrei. Im Jahr 1824 hatte Roßholzen selbst nur zwei Wohngebäude mit acht Einwohnern. Um die Mitte des 19. Jahrhunderts wurde von hier aus eine aus 24 kleinen Ortschaften und 46 Häusern bestehende politische Gemeinde seelsorgerisch betreut, darunter die Weiler Friesing, Schilding und Schadhub sowie eine Reihe von Einödhöfen.
Im Jahr 1969 wurde in Roßholzen, Grainbach, Steinkirchen und Törwang eine Volksbefragung durchgeführt, um darüber zu entscheiden, ob die vier bis dahin eigenständigen Gemeinden zu einer einzigen Gemeinde mit Verwaltungssitz in Törwang vereinigt werden sollten. Es entschieden sich 88 % der Wähler für dieses Vorhaben, und am 1. Januar 1970 wurde die neue Gemeinde Samerberg durch die Zusammenlegung von Roßholzen, Grainbach, Steinkirchen und Törwang gebildet. Seither ist Roßholzen ein Gemeindeteil von Samerberg.

### Gemeinde Roßholzen
Die Gemeinde bestand aus 26 Gemeindeteilen:
| - Roßholzen - Anker - Brennbichl - Brunn - Dandlberg - Friesing - Gern | - Gernmühl - Gerstland - Graben - Gritschen - Haus - Hintersteinberg - Hundham | - Leger - Mühlthal - Obersulzberg - Sattelberg - Schadhub - Schilding - Schwarzenbach | - Straß - Straßeralm - Thal - Weyer am Graben - Ziffer |

### Einwohnerentwicklung
| Jahr | Einwohnerzahl      | Einwohnerzahl | Anmerkungen                                                                        |
| ---- | ------------------ | ------------- | ---------------------------------------------------------------------------------- |
|      | Gemeinde Roßholzen | Ort Roßholzen |                                                                                    |
| 1817 |                    | 9             | am Jahresende 1817, in zwei Häusern                                                |
| 1824 |                    | 8             | drei Familien, in zwei Häusern, gezählt im Verwaltungsjahr 1823/24 des Isarkreises |
| 1840 | 311                |               | [ 9 ]                                                                              |
| 1861 | 282                |               | [ 9 ]                                                                              |
| 1871 | 280                |               | am 1. Dezember 1871, in 68 Wohngebäuden, 325 Katholiken, ein Protestant            |
| 1880 | 269                |               | [ 9 ]                                                                              |
| 1900 | 249                |               | [ 9 ]                                                                              |
| 1905 | 283                |               | [ 9 ]                                                                              |
| 1910 | 285                |               | [ 9 ]                                                                              |
| 1919 | 280                |               | [ 9 ]                                                                              |
| 1925 | 276                |               | [ 9 ]                                                                              |
| 1933 | 278                |               | [ 9 ]                                                                              |
| 1939 | 244                |               | [ 9 ]                                                                              |
| 1946 | 371                |               | Aufnahme von Vertriebenen nach dem Zweiten Weltkrieg                               |
| 1950 | 367                | 19            | [ 11 ]                                                                             |
| 1952 | 310                |               | [ 9 ]                                                                              |
| 1961 | 262                | 11            | [ 7 ]                                                                              |
| 1970 |                    | 17            | [ 12 ]                                                                             |
| 1987 |                    | 81            | [ 13 ]                                                                             |

## Verkehr
Roßholzen liegt an einer Landstraße, die von Roßholzen aus südlich ins Inntal und nördlich nach Achenmühle führt. Das Dorf ist Endstation der DB-Omnibuslinie 9493 Roßholzen–Törwang–Lauterbach–Rosenheim. Die Autobahn A8 München–Salzburg kann in Achenmühle erreicht werden, die Autobahn Rosenheim–Innsbruck über Nußdorf am Inn in Brannenburg.

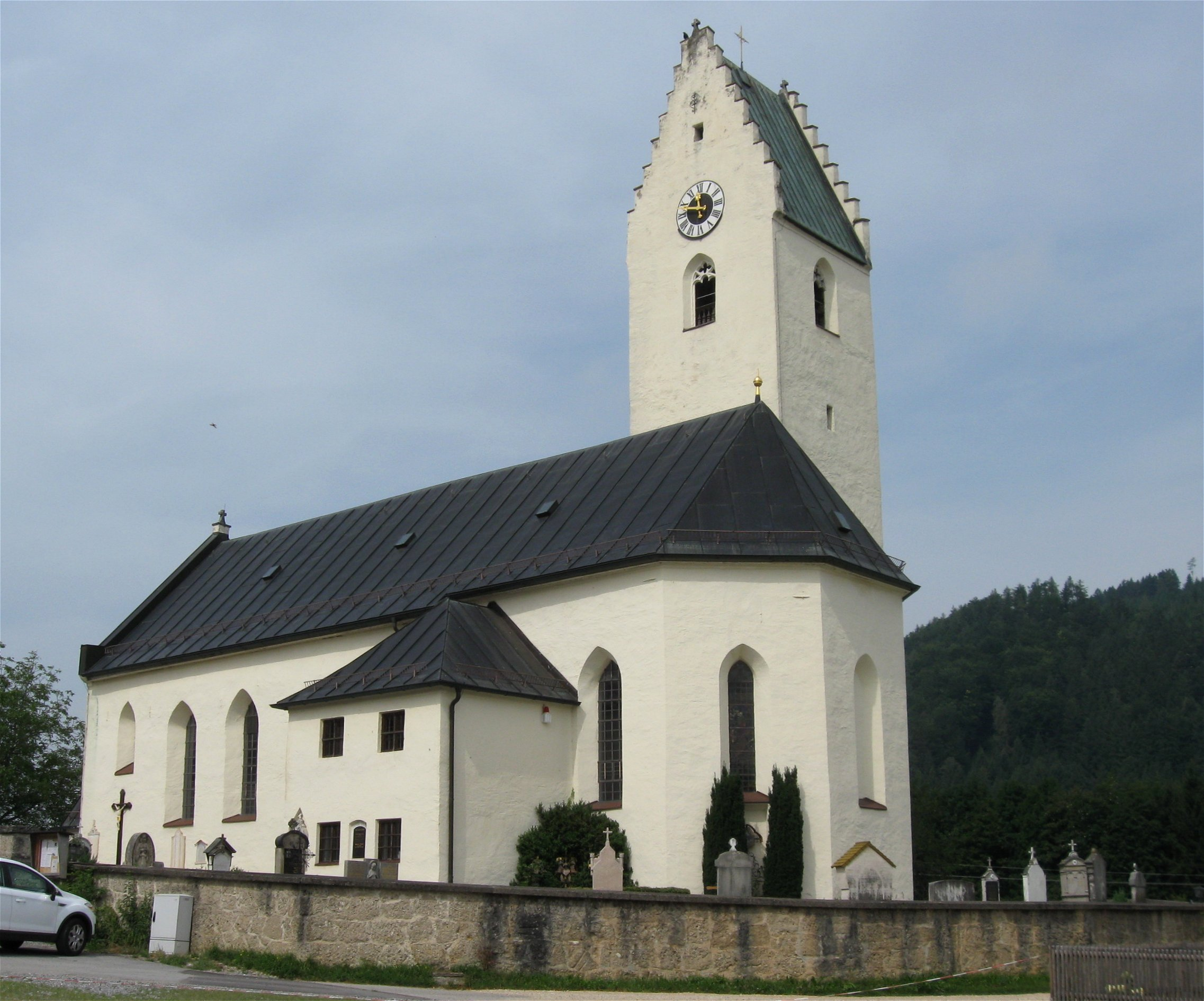
Kirche St. Bartholomäus

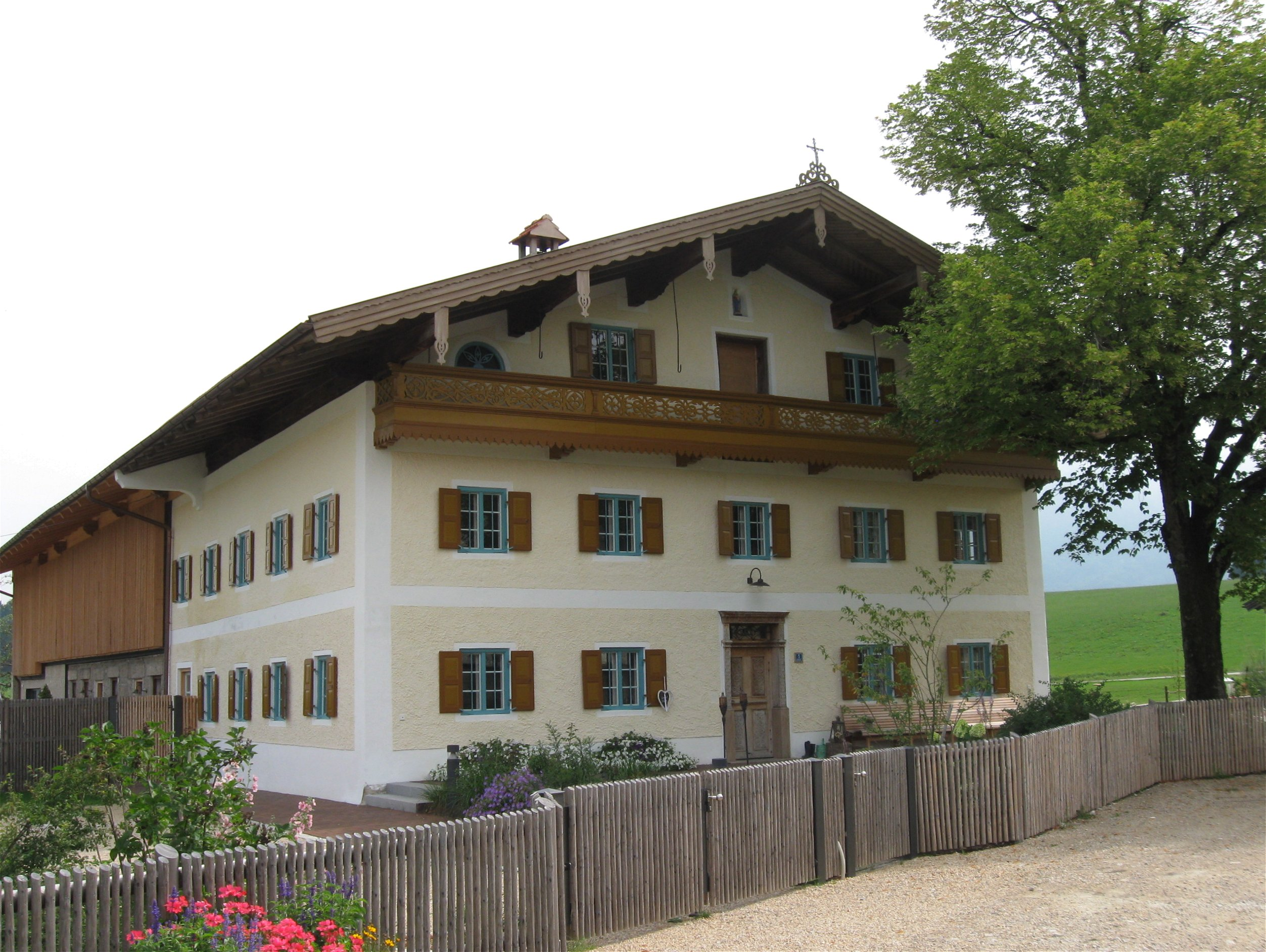
Moarhof

## Sehenswürdigkeiten
- Kirche St. Bartholomäus, spätgotischer Bau mit Satteldach (quer zum Kirchenschiff aufgesetzt), beherbergt mittelalterliche sakrale Kunst[14][15]
- Der Moarhof, ein Gebäude mit langer Tradition (1363), beherbergt heute anmietbare Veranstaltungsräumlichkeiten

## Söhne und Töchter des Orts
- Albert Hartl (1904–1982), Geistlicher, Schriftsteller sowie nationalsozialistischer Parteigänger und Aktivist

## Sonstiges
Der Schriftsteller Heinrich Mann (1871–1950) begann hier 1905 während eines Erholungsaufenthalts seinen Roman Zwischen den Rassen.